# Понятовка (Одесская область)
Понятовка (укр. Понятівка; ранее Большая Понятовка) — село, относится к Раздельнянскому району Одесской области Украины.
Население по переписи 2001 года составляло 864 человека. Почтовый индекс — 67422. Телефонный код — 4853. Занимает площадь 2,195 км². Код КОАТУУ — 5123984701.

## Местный совет
Является центром Понятовского сельского совета. Адрес: 67422, Одесская обл., Раздельнянский р-н, с. Понятовка.

## История
Основано в 1848 году при урочище Свиной балке . Первыми поселенцами были бежавшие крепостные.
Также носило название «Лангенберг» (нем. Langeberg).
На 1 января 1860 года проживало 808 человек.

## Известные жители и уроженцы Понятовки
- Евгений Антонович Вагнер (1918—1998) — советский и российский хирург, ректор Пермской государственной медицинской академии, сооснователь Кировской государственной медицинской академии, доктор медицинских наук, профессор, академик Академии медицинских наук СССР, заслуженный врач РСФСР, заслуженный деятель науки РСФСР. Лауреат Государственной премии Российской Федерации.